# Burianosaurus
Burianosaurus augustai is een plantenetende ornithischische dinosauriër, behorend tot de Euornithopoda, die tijdens het late Krijt leefde in het gebied van het huidige Tsjechië.

## Vondst en naamgeving

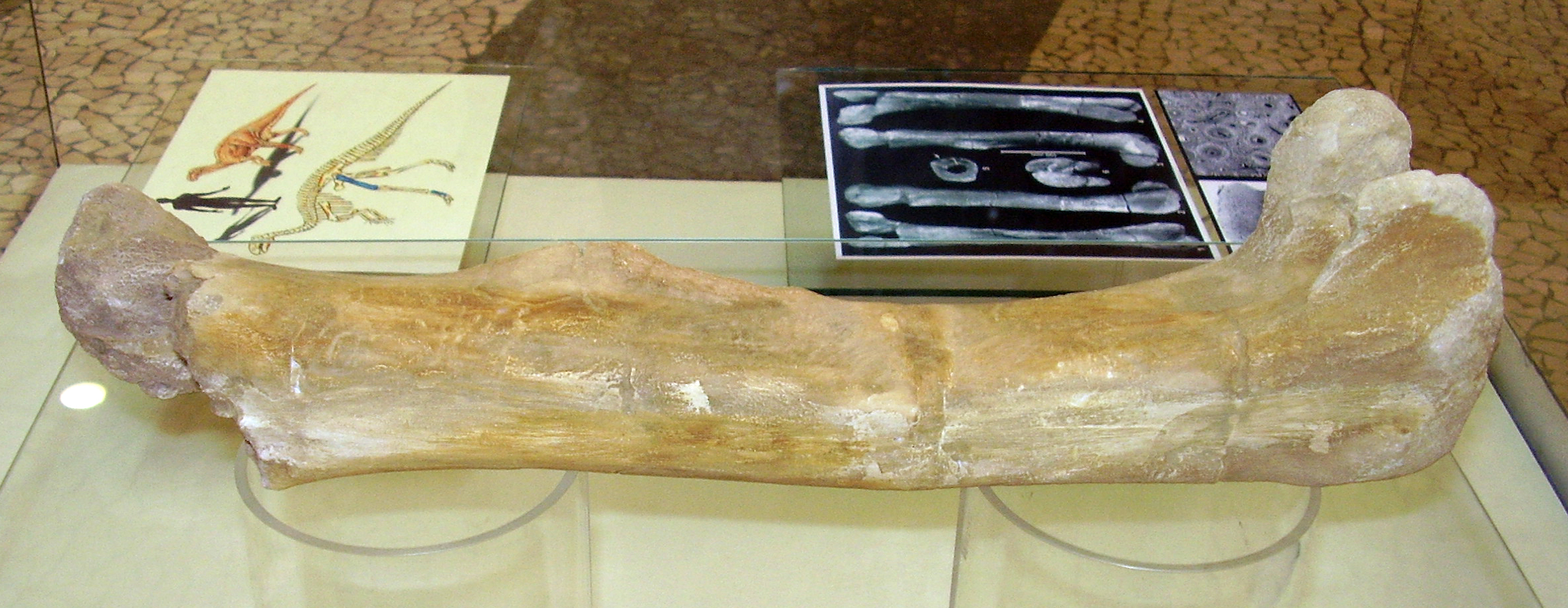
Het holotype

In 2003 groef Michal Moučka bij Mezholezy ten noorden van het dorp Nová Lhota in een oude verlaten steengroeve een fragmentarisch skelet van een dinosauriër. Het bestond voornamelijk nog slechts uit botsplinters maar een vrij gaaf dijbeen kon geborgen worden. Dit wees men toe aan de Iguanodontidae in de oude vage betekenis van basale euornithopoden. Het was pas de tweede keer dat in Tsjechië dinosaurische resten waren opgegraven. In 1905 was er een stuk bot benoemd als Iguanodon exogiranus maar dat betrof wellicht een vogel of zelfs een pterosauriër. De vindplaats lag tijdens het Krijt op de zuidoever van een langwerpig eiland, misschien dertig kilometer lang, ten oosten van het Boheems Massief. Het bot werd in 2005 in de literatuur gemeld en beschreven door Oldřich Fefjar. In 2014 werd nog een tand van een theropode gemeld zodat het dijbeen in 2017 nog steeds de meest complete vondst van een Mesozoïsche dinosauriër in het land was.

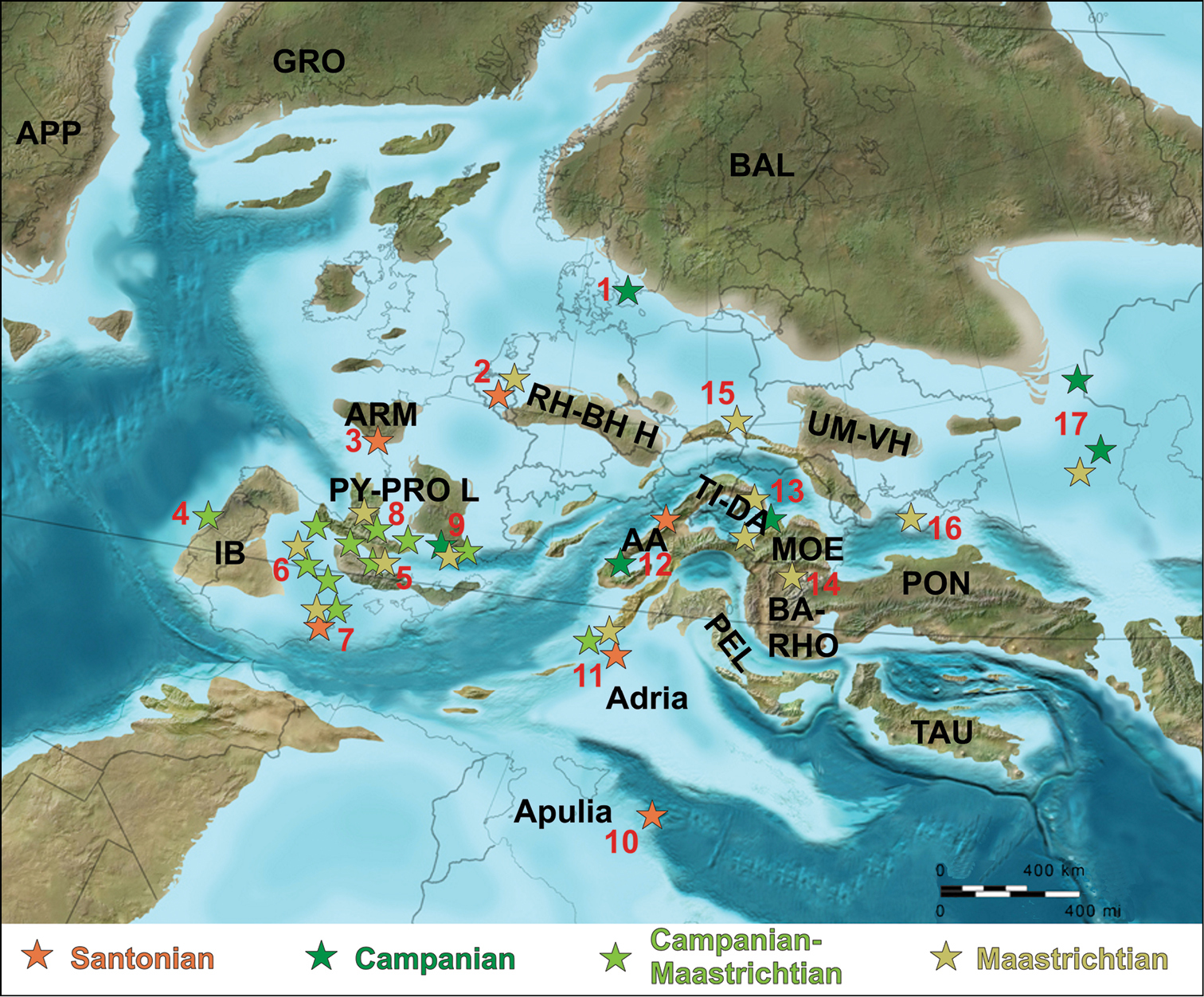
De Europese Archipel in het Opper-Krijt

In 2017 werd de typesoort Burianosaurus augustai benoemd en beschreven door Daniel Madzia, Clint A. Boyd en Martin Mazuch. De geslachtsnaam eert wijlen de Tsjechische schilder Zdeněk Burian die veel uitgestorven dieren illustreerde, zijn naam verbindend met een gelatiniseerd Grieks sauros, "reptiel". De soortaanduiding eert wijlen de paleontoloog Josef Augusta die in Tsjechië dinosauriërs ook bij een groter publiek bekend maakte.
Het holotype, NMP Ob 203 (eerder IGP MZHLZ/2003/1) is gevonden in de Korycanylagen van de Peruc-Korycany-formatie die dateren uit het bovenste Cenomanien, ongeveer vierennegentig miljoen jaar oud. Het bestaat uit een linkerdijbeen. Botonderzoek toonde aan dat het om een jongvolwassen dier ging dat echter wel reeds volgroeid zou kunnen zijn. Het bot maakt deel uit van de collectie van het Nationaal Museum van Praag.

## Beschrijving

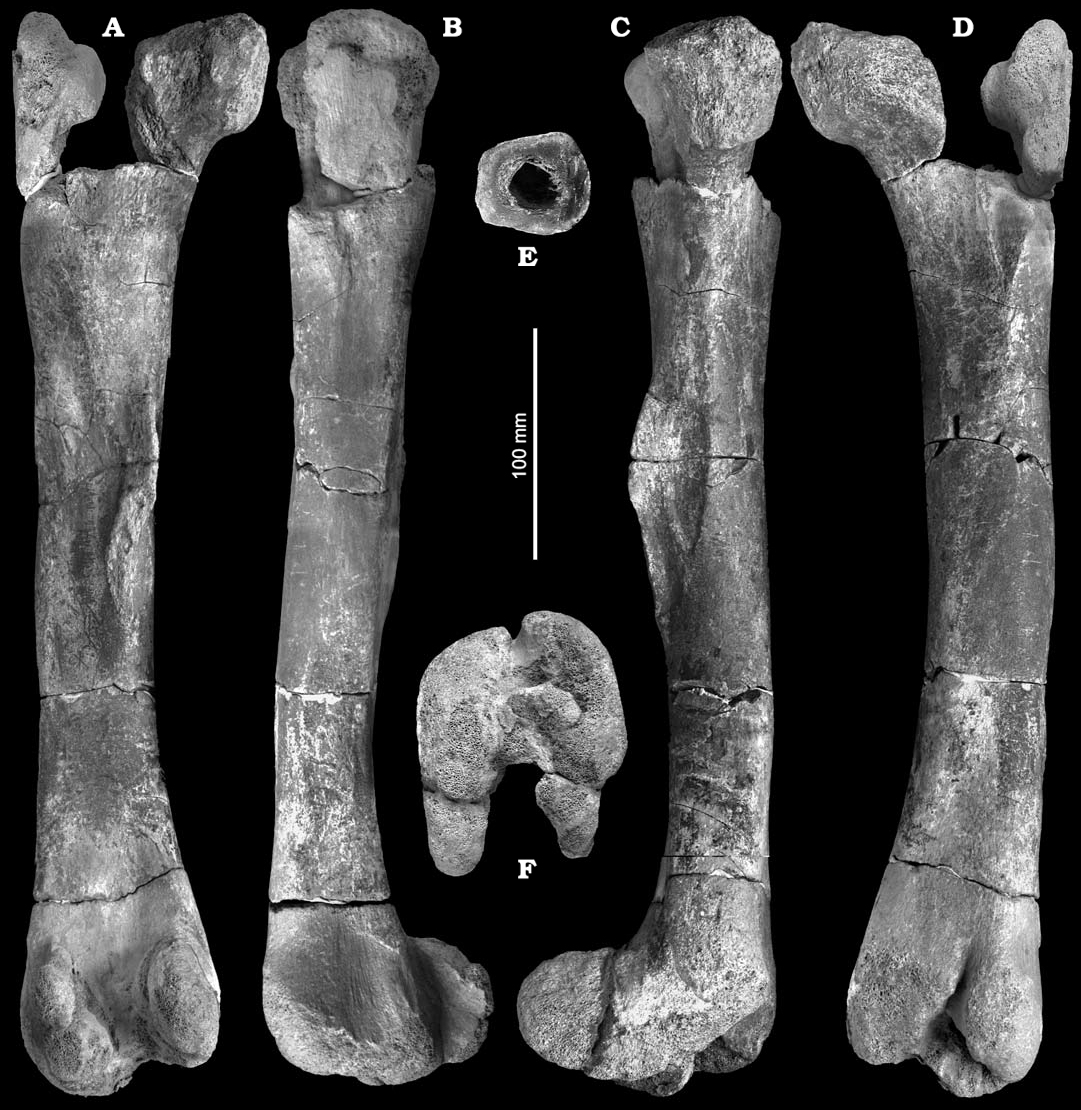
Het dijbeen in vijf aanzichten

Het dijbeen heeft een lengte van veertig centimeter. Dat wijst op een lichaamslengte van Burianosaurus van zo'n drie meter bij een gewicht van tachtig kilogram.
De beschrijvers wisten een combinatie van kenmerken vast te stellen die op zich niet uniek waren maar samen wel onderscheidend. Het dijbeen is lichtgebouwd. De schacht van het dijbeen is zowel van de buitenste zijkant bekeken als van de binnenkant bekeken recht. De verruwing als aanhechting voor de Musculus caudofemoralis longus ligt strak tegen de basis van de vierde trochanter aan. Van binnen bekeken steken de onderste gewrichtsknobbels niet vóór de schacht uit. De voorste groeve tussen de onderste gewrichtsuitsteeksels voor de pezen van de strekkende spieren is diep en smal.

## Fylogenie
De beschrijvers voerden verschillende kladistische analyses uit om de fylogenie van Burianosaurus te bepalen. In sommige viel deze in de Rhabdodontomorpha uit, binnen het geslacht Zalmoxes dat uit Roemenië bekend is. Het dijbeen lijkt sterk op dat van de zalmoxessoorten. Een andere analyse toonde Burianosaurus als zustersoort van de Rhabdodontomorpha. Deze analyse voorkwam het probleem met Zalmoxes. Het weerlegde ook de hypothese dat de kleine lichaamsomvang een gevolg zou zijn van dwergvorming op een eiland want de voorouder van deze aftakking was vermoedelijk al klein om te beginnen en hoefde dus niet extra te krimpen.